# 大西洋小鱈
大西洋小鱈為輻鰭魚綱鱈形目鱈科的其中一種，分布於西北大西洋區，從加拿大拉布拉多半島至美國維吉尼亞州海域，棲息深度可達69公尺，本魚背鰭3個，臀鰭2個，側線在胸鰭處彎曲，身體細長，腹鰭與長絲略有拉長。體橄欖綠色，棕色或黃色的背面，腹面顏色較淺，體長可達38.1公分，棲息在沿海鹹水、半鹹水水域，屬肉食性，以魚類、甲殼類、頭足類、蠕蟲等為食，可作為食用魚。